# Nhân tài Đất Việt

Nhân tài Đất Việt

Nhân tài Đất Việt là cuộc thi thường niên được tổ chức bởi tập đoàn bưu chính viễn thông phối hợp với Bộ Khoa Học Công nghệ, nhằm tìm kiếm và tôn vinh những nhân tài trong lĩnh vực Công nghệ thông tin và Truyền thông, đã sáng tạo ra các sản phẩm hoàn chỉnh, có khả năng ứng dụng và hiệu quả cao, góp phần tích cực trong việc thúc đẩy sự phát triển kinh tế xã hội nước nhà. Nhân Tài Đất Việt là cuộc thi có tầm ảnh hưởng và uy tín.

## Đánh giá
- Tính hiệu quả Khuyến khích các sản phẩm giúp nâng cao năng suất lao động và chất lượng công việc, góp phần giảm giá thành sản phẩm, tiết kiệm nguyên, nhiên, vật liệu và nhân lực.
- Tính ứng dụng Khuyến khích các sản phẩm có thể áp dụng rộng rãi, đem lại giá trị kinh tế, chính trị cho xã hội và cho cộng đồng, đồng thời đơn giản trong sử dụng và dễ dàng triển khai.
- Tính sáng tạo và khoa học Khuyến khích các bài dự thi là các sản phẩm áp dụng công nghệ mới, tiên tiến của thế giới, lần đầu tiên ứng dụng tại Việt Nam, các sản phẩm có sự sáng tạo phù hợp với điều kiện triển khai, ứng dụng của Việt Nam.
- Tính hoàn thiện Khuyến khích các bài dự thi là những sản phẩm hoàn thiện, đầy đủ các tính năng, có thể đưa vào áp dụng được ngay trong thực tế. Sản phẩm có đầy đủ tài liệu mô tả, tài liệu hướng dẫn sử dụng thuận tiện.

## Phân loại
- Loại thứ 1 Các sản phẩm đã có thời gian kiểm chứng, sử dụng lâu dài. Đã được ứng dụng rộng rãi trên thực tế. Mức độ ứng dụng trên thực tế được thể hiện bằng những hợp đồng kinh tế ký kết với các khách hàng đang sử dụng sản phẩm dự thi. Đối với những sản phẩm ứng dụng nội bộ không có hợp đồng kinh tế phải được đảm bảo bằng xác nhận của đơn vị chủ quản.
- Loại thứ 2 Các sản phẩm ở dạng có tiềm năng ứng dụng, mới thử nghiệm trên quy mô nhỏ hẹp.